# 長生大帝

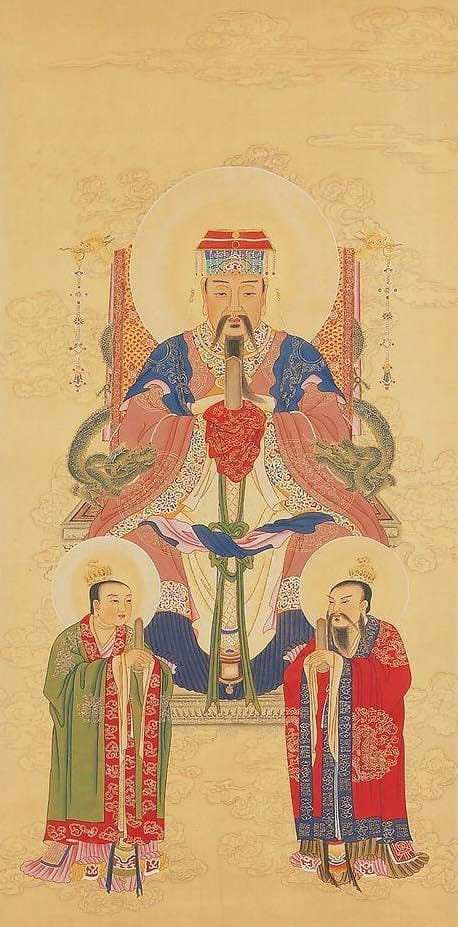
南極長生大帝畫像(藏於北京白雲觀)

南極長生大帝，或稱「長生大帝」，全稱「高上神霄玉清真王長生大帝統天元聖天尊」、「南極長生大帝統天元聖天尊」或「高上神霄玉清眞王南極長生大帝」，亦號九龍扶桑日宮大帝或高上神霄玉清王，居於「高上神霄玉清府」，因此稱為「神霄大帝」或「玉清真王」，是道教神霄派所崇奉的主要神祇，為浮黎元始天尊与玉清神母元君之第九子（《高上神霄玉清真王紫書大法》中是元始天王和玉清神母所生八子中之长子。

## 職能
南極長生大帝執掌四時氣候的運化，役使雷電，掌理雷部眾尊神，控制萬物禍福生髮之樞機。坐掌神霄府，總攬三十二天八區，統領三十二天，號「統天元聖天尊」。化身雷聲普化天尊主掌雷部眾神將，為雷霆之祖，雷法之宗，也是後來神霄派的主神，長生大帝也與玉皇大天尊玄穹高上帝、承天效法后土皇地祇、勾陳天皇大帝、北極紫微大帝、東極青華大帝並稱「六御宸尊」。
此外，長生大帝也執掌世人壽命、福運之事。《高上神霄玉清真王紫書大法》之中，「八帝封號官品職任」章節提到，長生大帝主南方，下轄有南極上宰廣壽仙翁、南極六司延壽星君、福星天德星君、祿星天佑星君、壽星老人星君等星君。 由此可見，福祿壽三星與南斗六司皆同屬於南極長生大帝之下，三者並不是同一神。
長生大帝哀憫世間眾生受三災八難之苦，思念九幽泉酆一切罪魂，受報緣對，浩劫相求。無量衆苦，不舍晝夜。生死往來，如車輪般循環不止。因此懇求玉清天中元始上帝，得以將藏於九霄寶籙之內的《神霄真王祕法》一部三卷傳於世人，並發願要以自身神通，救助三界一切眾生，《高上神霄玉清真王紫書大法》由此而來。
《太上玄靈北斗本命延生真經》提到，每逢本命之日，北斗本命星君會在七千神將及三千名南極長生大帝的使者（南陵使者三千人）擁護下，一同下降人間，每年六次，以考察眾生。
《神霄誥》：「至心皈命禮。高上神霄府。凝神煥照宮。會元始祖炁以分真。應妙道虛無而開化。位乎九霄之上。統理諸天。總乎十極之中。宰制萬化。宣金符而垂光濟苦。施惠澤而覆育兆民。恩溥乾元。仁敷浩劫。大悲大願、大聖大慈。玉清真王。南極長生大帝。統天元聖天尊。」

## 典籍記載
《高上神霄玉清真王紫書大法》记述南極長生大帝为元始天王与玉清神母八子中的长子。
《紫微玄都雷霆玉經》記載長生大帝自述为浮黎元始天尊与玉清神母元君之第九子，玉清元始天尊之弟，太上老君之叔。
《天皇至道太清玉冊》记载長生大帝为元始九炁化生的九宸之一。
《宋史》和《皇宋通鉴长编纪事本末》中认为是長生大帝转世的宋徽宗为昊天上帝长子，青华帝君之兄。
《灵宝领教济度金书》中为金母元君八子中的长子。